# Сенница монгольская
Сенница монгольская (лат. Coenonympha mongolica) — вид дневных бабочек из семейства бархатниц (лат. Satyridae), впервые описанный в 1881 году русским энтомологом, крупнейшим для своего времени специалистом по бабочкам — Сергеем Николаевичем Алфераки.

## Описание
Самый крупный вид рода Coenonympha, с нехарактерной для его представителей окраской крыльев. Края крыльев округлые. На задних крыльях, на их нижней стороне в субмаргинальном поле находится ряд глазчатых пятен. Жилки на нижней стороне крыльев не контрастны общему фону.

## Биология
Сенница монгольская развивается в одном поколении за год. Время лёта: май — июнь. Бабочки обычно прячутся в зарослях растительности — преимущественно в высоких злаках. Летают неохотно.
Гусеницы сенницы монгольской питаются на чие Achnatherum splendens.

## Ареал
Эндемик Тянь-Шаня с очень узким ареалом, разорванным на отдельные участки. Встречается в юго-восточной части Казахстана — в долине реки Или и смежных районах. Известен также из района города Кульджи в Западном Китае. Обитает главным образом в поймах рек пустынной зоны. Встречаются преимущественно на злаковых лугах с зарослями кендыря, барбариса и лоха.

## Охрана
Вид включен в Красную книгу Казахстана — III категория: Редкий вид.
Данных об изменении ареала на территории Казахстана нету. Численность вида сокращается из-за деградации мест его природного обитания вследствие пожаров, сооружения водохранилищ, вырубок кустарниковой растительности.
В Казахстане вид охраняется в пойме реки Чарын в районе реликтовой ясеневой рощи.